# Sains-Richaumont
Pour les articles homonymes, voir Sains.
Sains-Richaumont est une commune française située dans le département de l'Aisne, en région Hauts-de-France.

## Géographie

### Localisation
- 1Carte dynamique
- 2Carte OpenStreetMap
- 3Carte topographique
- 4Carte avec les communes environnantes
- 5Entrée du village

### Hydrographie
La commune est située dans le bassin Seine-Normandie. Elle n'est drainée par aucun cours d'eau,.

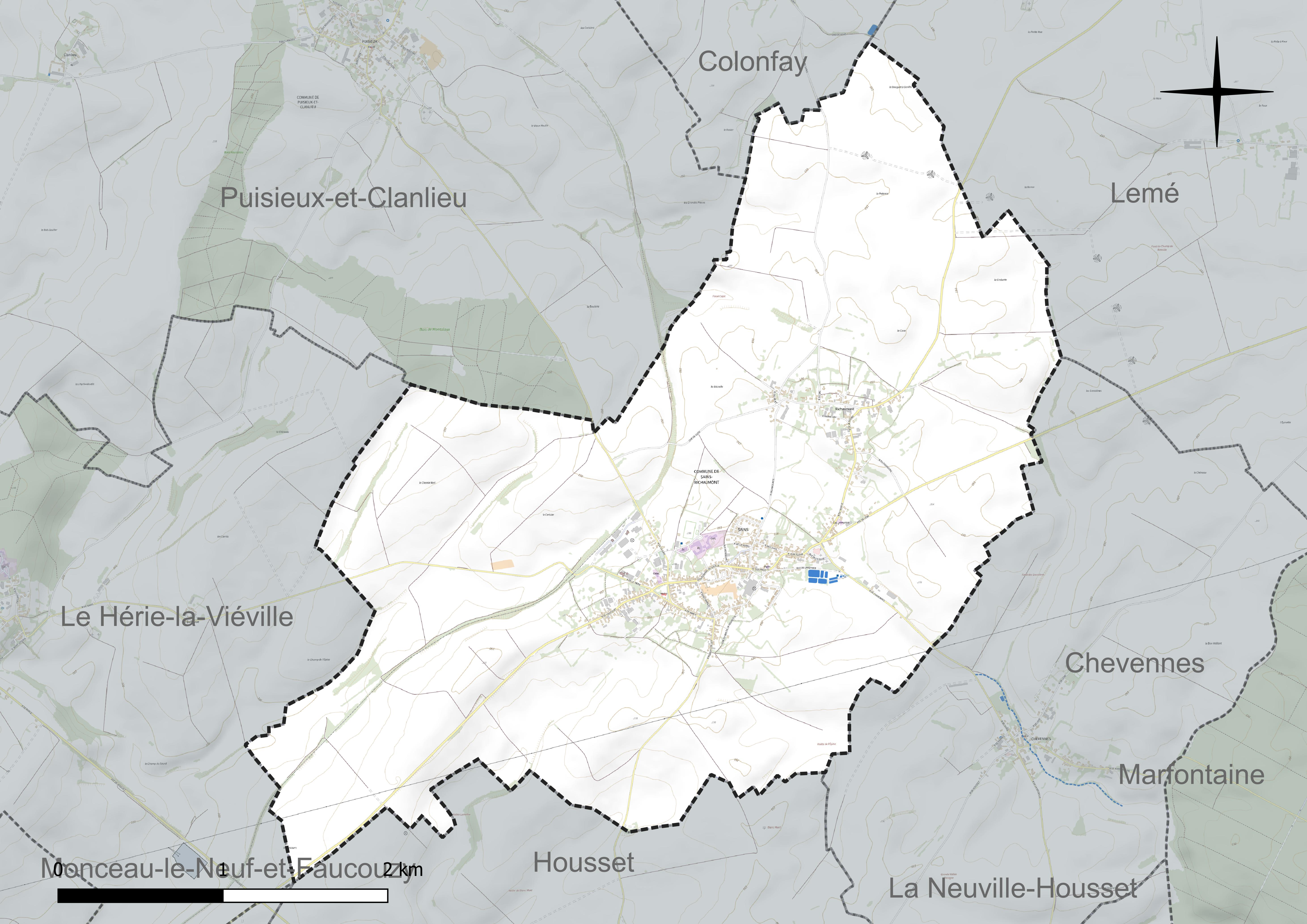
Réseau hydrographique de Sains-Richaumont.

### Climat
Pour des articles plus généraux, voir Climat des Hauts-de-France et Climat de l'Aisne.
En 2010, le climat de la commune est de type climat océanique dégradé des plaines du Centre et du Nord, selon une étude du CNRS s'appuyant sur une série de données couvrant la période 1971-2000. En 2020, Météo-France publie une typologie des climats de la France métropolitaine dans laquelle la commune est exposée à un climat océanique altéré et est dans la région climatique Nord-est du bassin Parisien, caractérisée par un ensoleillement médiocre, une pluviométrie moyenne régulièrement répartie au cours de l'année et un hiver froid (3 °C).
Pour la période 1971-2000, la température annuelle moyenne est de 10 °C, avec une amplitude thermique annuelle de 15,2 °C. Le cumul annuel moyen de précipitations est de 814 mm, avec 12,3 jours de précipitations en janvier et 9,3 jours en juillet. Pour la période 1991-2020, la température moyenne annuelle observée sur la station météorologique la plus proche, située sur la commune de Fontaine-lès-Vervins à 14 km à vol d'oiseau, est de 10,5 °C et le cumul annuel moyen de précipitations est de 826,3 mm,. Pour l'avenir, les paramètres climatiques de la commune estimés pour 2050 selon différents scénarios d'émission de gaz à effet de serre sont consultables sur un site dédié publié par Météo-France en novembre 2022.

## Urbanisme

### Typologie
Au 1er janvier 2024, Sains-Richaumont est catégorisée bourg rural, selon la nouvelle grille communale de densité à 7 niveaux définie par l'Insee en 2022.
Elle est située hors unité urbaine et hors attraction des villes,.

### Occupation des sols
L'occupation des sols de la commune, telle qu'elle ressort de la base de données européenne d'occupation biophysique des sols Corine Land Cover (CLC), est marquée par l'importance des territoires agricoles (91 % en 2018), une proportion sensiblement équivalente à celle de 1990 (91,5 %). La répartition détaillée en 2018 est la suivante : 
terres arables (78,4 %), prairies (12,7 %), zones urbanisées (9 %).
L'évolution de l'occupation des sols de la commune et de ses infrastructures peut être observée sur les différentes représentations cartographiques du territoire : la carte de Cassini (XVIIIe siècle), la carte d'état-major (1820-1866) et les cartes ou photos aériennes de l'IGN pour la période actuelle (1950 à aujourd'hui).

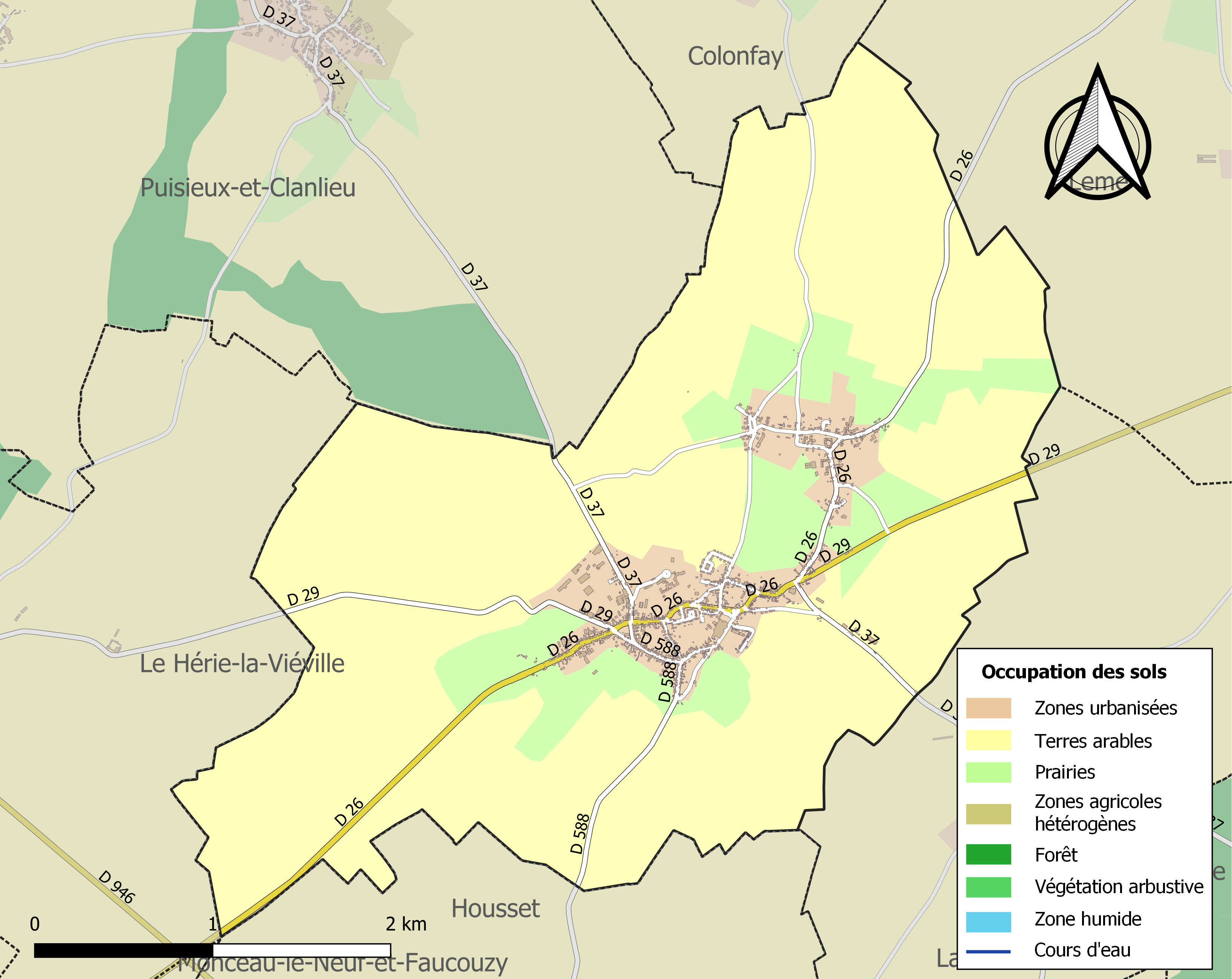
Carte de l'occupation des sols de la commune en 2018 (CLC).

## Toponymie
Le village apparaît pour la première fois en 1123 sous l'appellation de Sainz, puis Sanstis en 1138 dans un cartulaire de l'abbaye de Saint-Michel. L'orthographe varie ensuite : Territoruim de Sanz, Seenz, Seinz, Sanctis, Sainct, Sainct-Richaulmont en 1621, puis l'orthographe actuelle Sains et Richaumont au XVIIIe siècle sur la carte de Cassini.

Sains viendrait, semble-t-il, du latin Sanctus (saint), dans le sens de « reliques de saint » pour désigner une église où l'on conservait des reliques. D’après la tradition il devrait son origine à la découverte de trois corps de saints sur son emplacement en l’année 555. Ces reliques seraient, croit-on, celles de Saint Gentien, Victorice et Fuscien.
En 1883, Sains prend le nom de Sains-Richaumont et le canton porte le nom de Sains-Richaumont.

Sains représente un sanctos.
Richaumont, ancien hameau de la commune, est attesté sous les formes Richautmont (1541) ; Richaulmont (1568).

## Histoire
|  |  |  |

La culture du lin s'est établi sur la commune en venant du Saint-Quentinois et l'apogée fut entre 1775 et 1789 puis après la Révolution, la façon locale s'oriente vers la laine. En effet, la demande de travaux venant de Reims et ses tisserands, lentement le travail à demeure s'orientait vers la mécanisation. Le premier tissage mécanique date de 1867 et dépendait de Norroy, puis la famille David éleva une deuxième puis une troisième fabrique.
La carte de Cassini ci-contre montre qu'au milieu du XVIIIe siècle Sains est une paroisse alors que Richaumont est un hameau situé au nord.
Le village a obtenu sa nouvelle appellation  Sains-Richaumont par décret du 26 décembre 1883.
Au siècle dernier, les habitants des communes alentour affublaient les Saintois du sobriquet de Cagins de Sains.
L'ancienne ligne de chemin de fer de Laon au Cateau
Sains-Richaumont a possédé une gare située sur la ligne de chemin de fer de Laon au Cateau qui a fonctionné de 1892 à 1972. Désaffectée en 1972, la gare a été transformée en habitation. (voir les horaires).

Première Guerre mondiale
Le 29 août 1914, soit moins d'un mois après la déclaration de la guerre, s'est déroulée la bataille de Sains-Richaumont qui a mis aux prises la 20e division française à l'armée allemande.Après avoir subi de lourdes pertes, l'armée françaises se replie et le village est occupé par les troupes allemandes. Pendant toute la guerre, le village restera loin du front qui se stabilisera à environ 150 km à l'ouest aux alentours de Péronne. Les habitants vivront sous le joug des Allemands : réquisitions de logements, de matériel, de nourriture, travaux forcés. Le village ne sera libéré  par le 115e bataillon de chasseurs à pied que le 5 novembre 1918.

Sur le monument aux morts sont écrits les noms des 61 soldats du village morts pour la France au cours de la Guerre 14-18.

## Politique et administration

### Découpage territorial
La commune de Sains-Richaumont est membre de la communauté de communes de la Thiérache du Centre, un établissement public de coopération intercommunale (EPCI) à fiscalité propre créé le 31 décembre 1992 dont le siège est à La Capelle. Ce dernier est par ailleurs membre d'autres groupements intercommunaux.
Sur le plan administratif, elle est rattachée à l'arrondissement de Vervins, au département de l'Aisne et à la région Hauts-de-France. Sur le plan électoral, elle dépend du  canton de Marle pour l'élection des conseillers départementaux, depuis le redécoupage cantonal de 2014 entré en vigueur en 2015, et de la troisième circonscription de l'Aisne  pour les élections législatives, depuis le dernier découpage électoral de 2010.

### Administration municipale

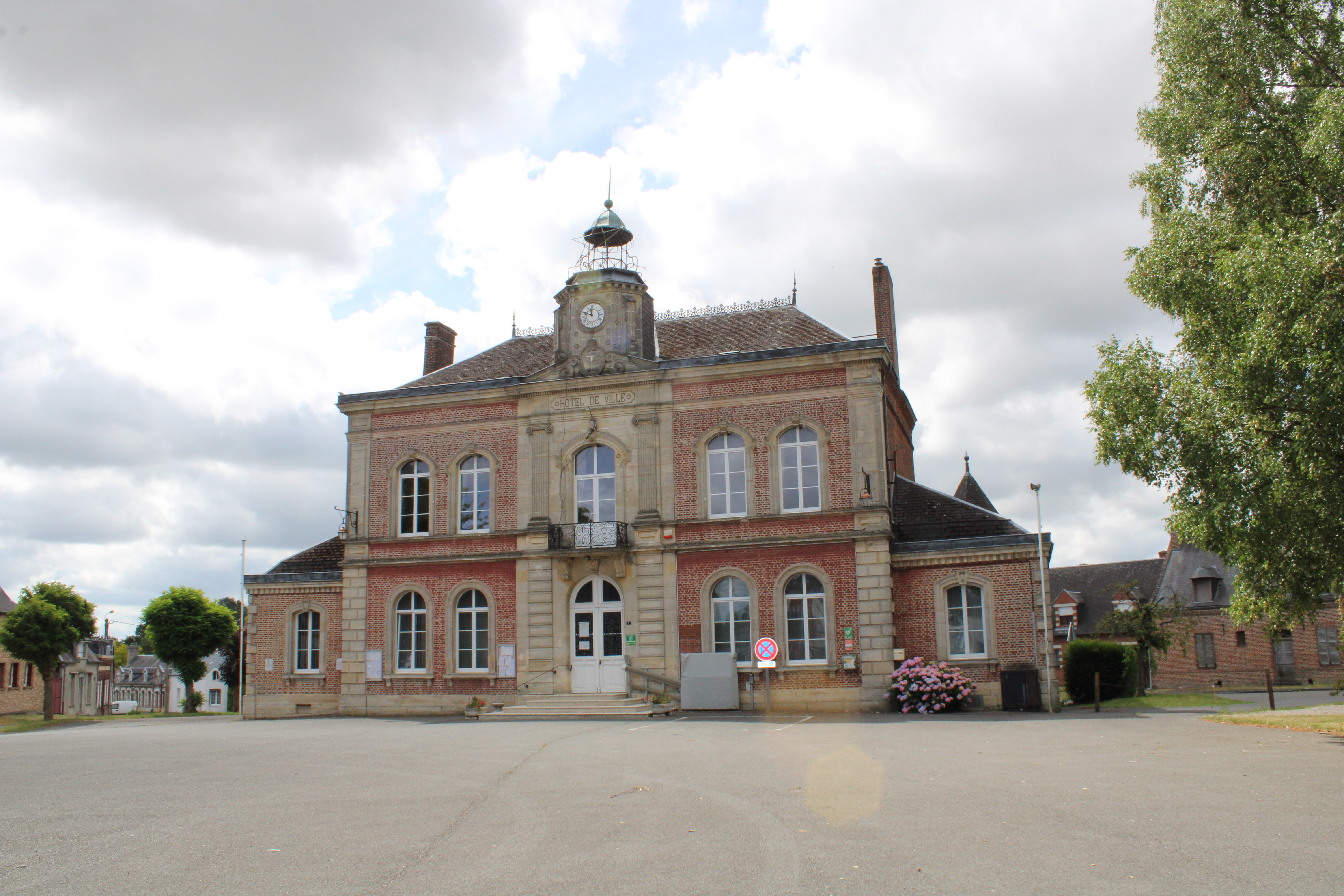
La mairie.

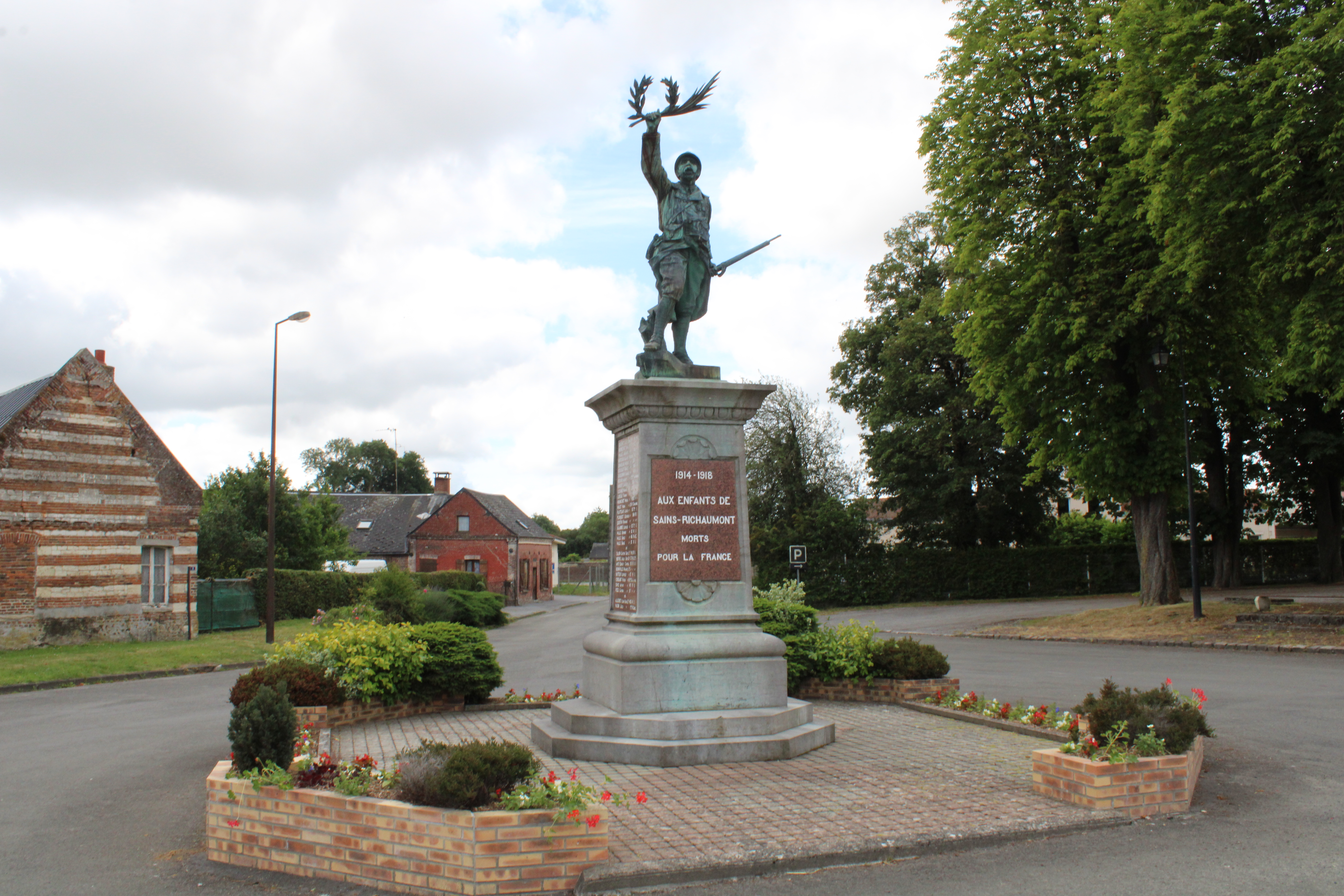
Le monument aux morts.

## Démographie
L'évolution du nombre d'habitants est connue à travers les recensements de la population effectués dans la commune depuis 1793. Pour les communes de moins de 10 000 habitants, une enquête de recensement portant sur toute la population est réalisée tous les cinq ans, les populations de référence des années intermédiaires étant quant à elles estimées par interpolation ou extrapolation. Pour la commune, le premier recensement exhaustif entrant dans le cadre du nouveau dispositif a été réalisé en 2006.

En 2022, la commune comptait 939 habitants, en évolution de −9,19 % par rapport à 2016 (Aisne : −1,97 %, France hors Mayotte : +2,11 %).
| 1793  | 1800  | 1806  | 1821  | 1831  | 1836  | 1841  | 1846  | 1851  |
| ----- | ----- | ----- | ----- | ----- | ----- | ----- | ----- | ----- |
| 2 054 | 1 797 | 1 850 | 2 041 | 2 215 | 2 248 | 2 211 | 2 327 | 2 505 |

| 1856  | 1861  | 1866  | 1872  | 1876  | 1881  | 1886  | 1891  | 1896  |
| ----- | ----- | ----- | ----- | ----- | ----- | ----- | ----- | ----- |
| 2 531 | 2 445 | 2 340 | 2 328 | 2 188 | 2 060 | 2 045 | 2 142 | 2 073 |

| 1901  | 1906  | 1911  | 1921  | 1926  | 1931  | 1936  | 1946  | 1954  |
| ----- | ----- | ----- | ----- | ----- | ----- | ----- | ----- | ----- |
| 1 901 | 1 796 | 1 868 | 1 522 | 1 515 | 1 386 | 1 500 | 1 168 | 1 180 |

| 1962  | 1968  | 1975  | 1982  | 1990  | 1999 | 2006 | 2011  | 2016  |
| ----- | ----- | ----- | ----- | ----- | ---- | ---- | ----- | ----- |
| 1 216 | 1 225 | 1 183 | 1 132 | 1 053 | 951  | 937  | 1 033 | 1 034 |

| 2021 | 2022 | - | - | - | - | - | - | - |
| ---- | ---- | - | - | - | - | - | - | - |
| 978  | 939  | - | - | - | - | - | - | - |

## Culture locale et patrimoine
Sains-Richaumont a reçu le label village étoilé, récompensant les communes qui œuvrent pour la qualité de la nuit et luttent contre la pollution lumineuse.

### Lieux et monuments

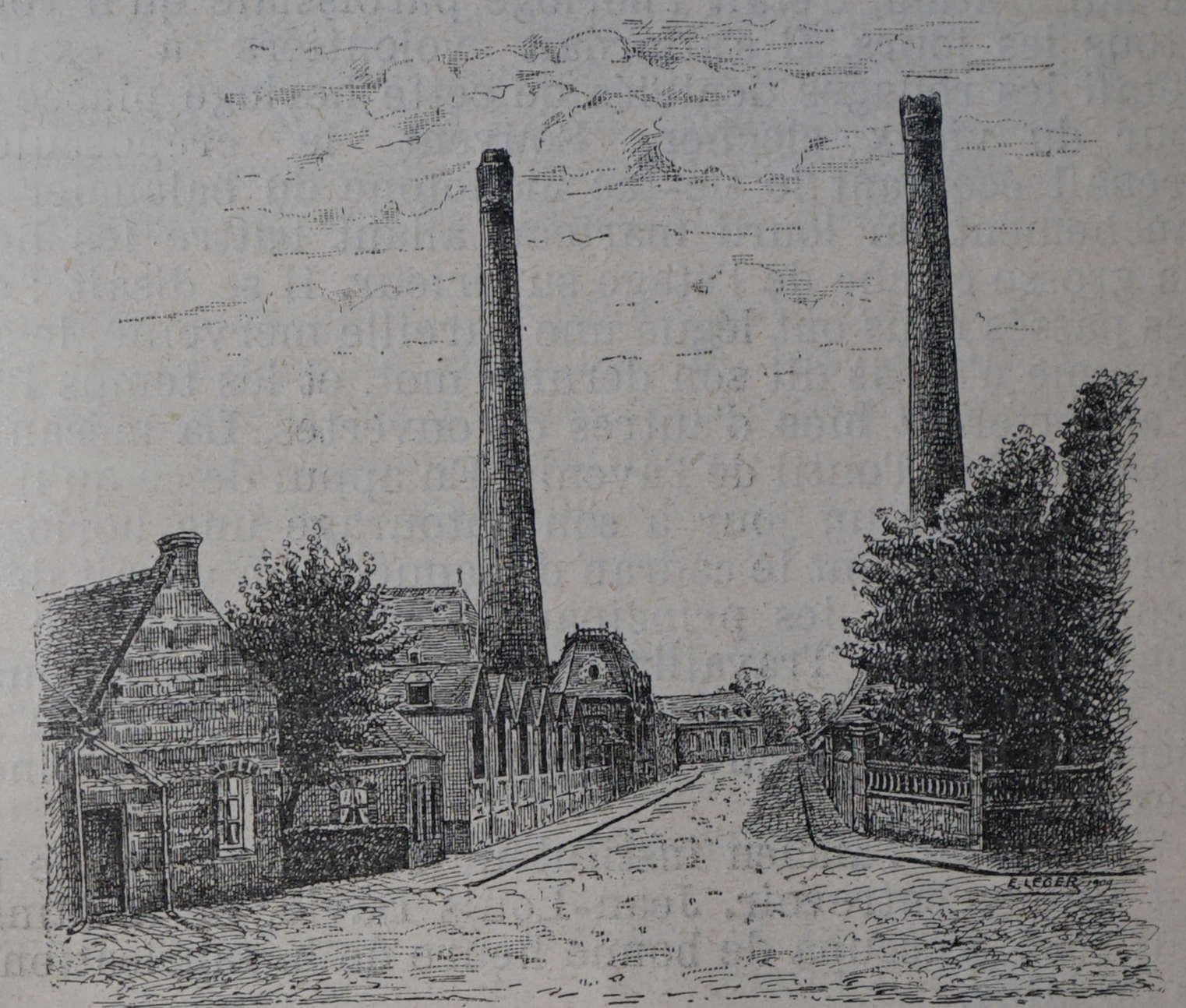
Les usines en 1910.

- Église Saint-Martin de Sains-Richaumont, à Sains.
- Temple protestant, construit en 1842, désaffecté vers 1970, actuellement local des pompiers.

### Galerie

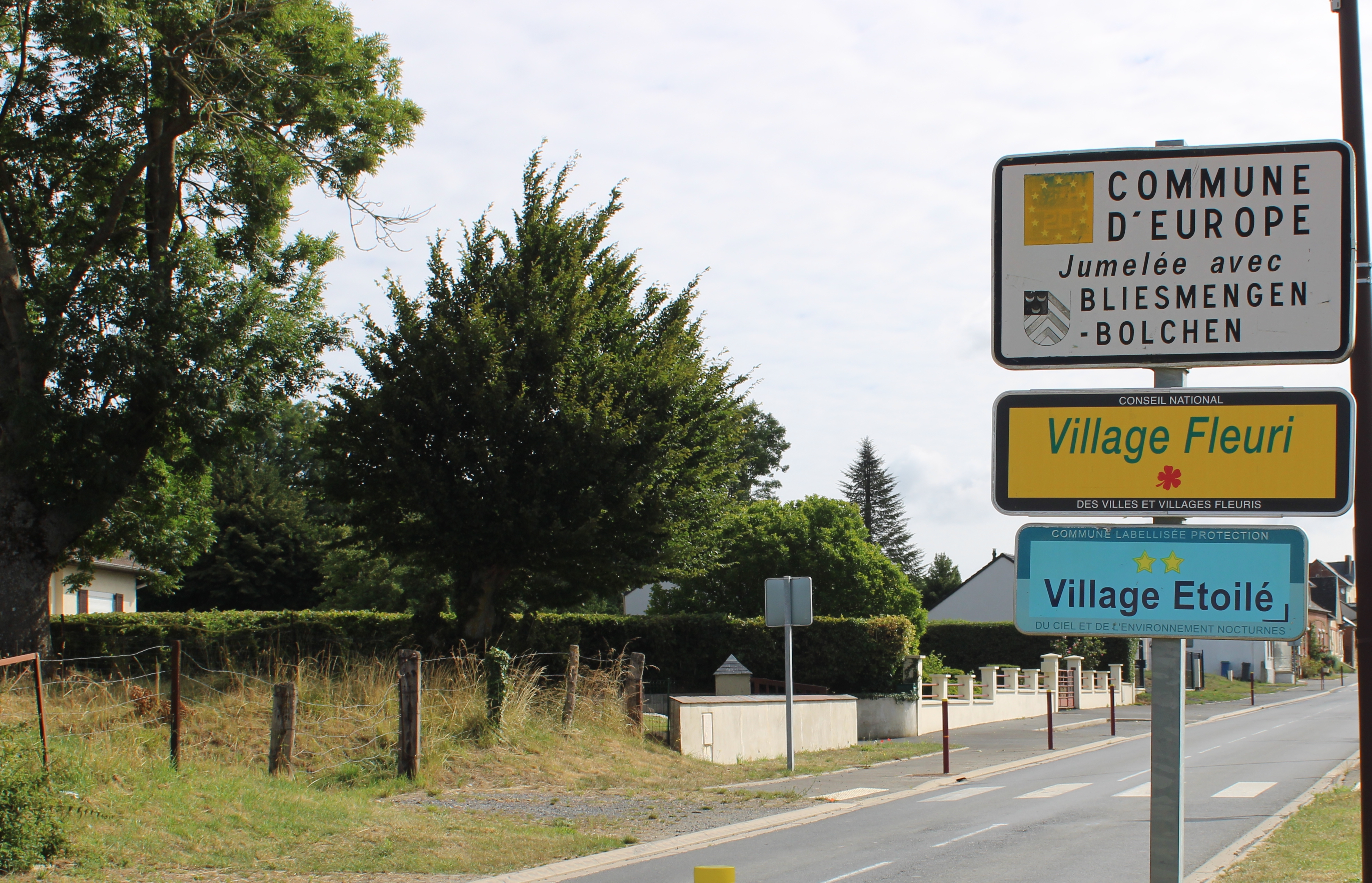
Panneau d'entrée du village.
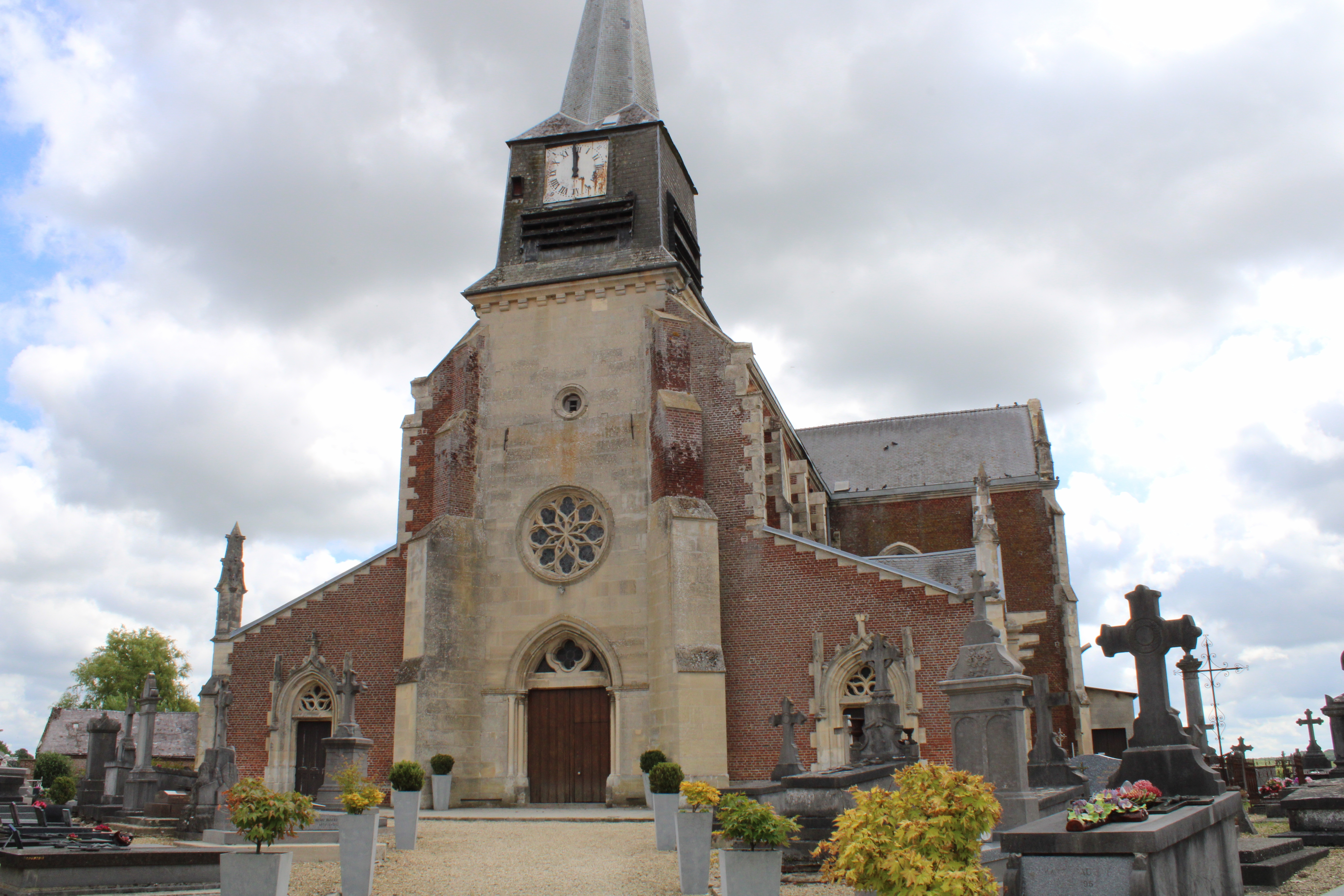
L'église.
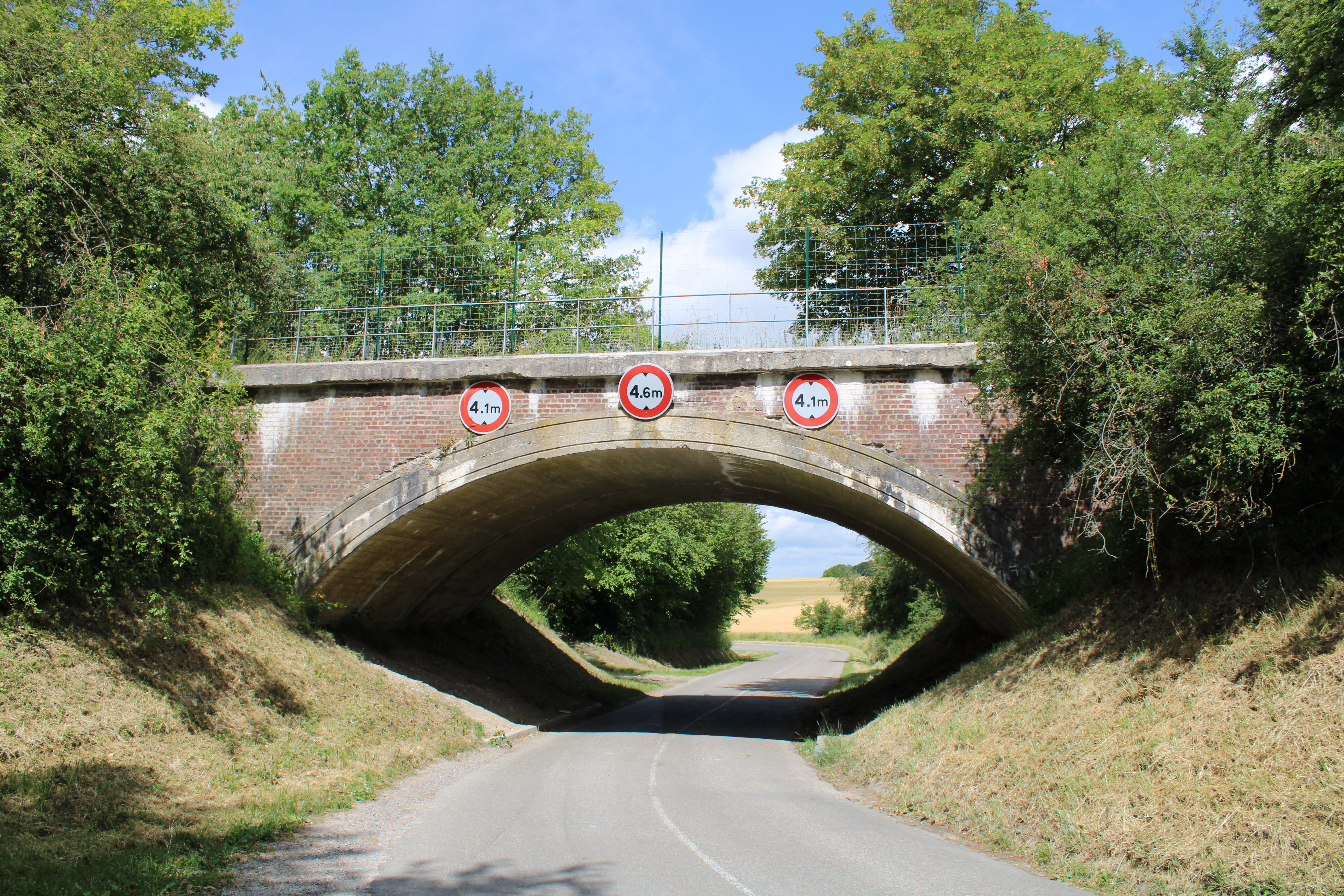
Le pont de l'ancienne voie ferrée sur la D 29 en direction de Le Hérie-la-Viéville.
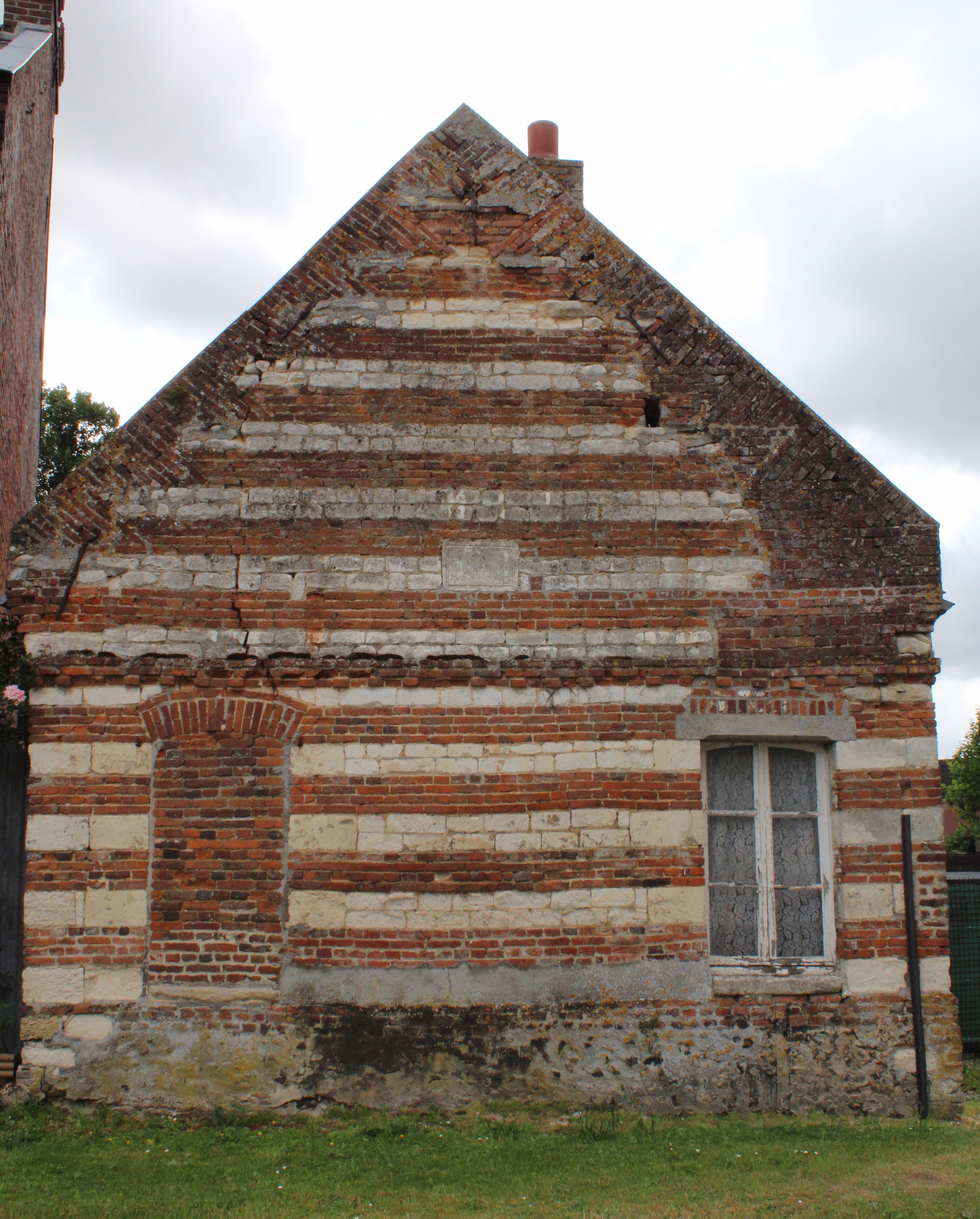
Vieille maison en brique et en pierre calcaire avec une pierre gravée portant la mention M 1805 P.

### Personnalités liées à la commune
- Jean Nicolas Susini (né le 17 octobre 1896 à Ota, Corse-du-Sud - décédé le 8 avril 1945 à Dachau, Allemagne[35]), percepteur des contributions à Sains-Richaumont, arrêté par les Allemands le 5 juin 1944 et déporté pour faits de Résistance[36]. Une rue de la commune porte son nom.
- Eugénie Deruelle (1853-1927), épouse et veuve du médecin de Sains (Léon Deruelle). Écrivain, elle décrit la vie durant la Première Guerre mondiale. Elle a écrit 32 carnets dont seulement 19 subsistent.
- Julien Hamelle, éditeur née à Sains-Richaumont.
- Arnaud Bisson (1909-1944), résistant français, Compagnon de la Libération, responsable des opérations de parachutage sur l'Aisne, tué lors d'un combat sur la commune.
- Jules Debordeaux (1843-1870), instituteur résistant français lors de la guerre franco-prussienne.

### Héraldique
| Blason de Sains-Richaumont | Blason  | D'azur aux dix losanges d'or ordonnées 3.3.3.1.  |
| Blason de Sains-Richaumont | Détails | Le statut officiel du blason reste à déterminer. |